# Monumento de Guerra Soviético (Tiergarten)
El Monumento de Guerra Soviético (Tiergarten) es uno de varios monumentos de guerra erigidos en Berlín, capital de Alemania, por la Unión Soviética para conmemorar a sus muertos en la guerra, en particular a los 80 000 soldados del Ejército Rojo que murieron durante la Batalla de Berlín, ocurrida entre abril y mayo de 1945.
El monumento está ubicado en el Großer Tiergarten, un gran parque público al oeste del centro de la ciudad, en el lado norte de la calle de sentido este-oeste Straße des 17. Juni («Calle 17 de junio») en la localidad de Tiergarten. 

## Sitio

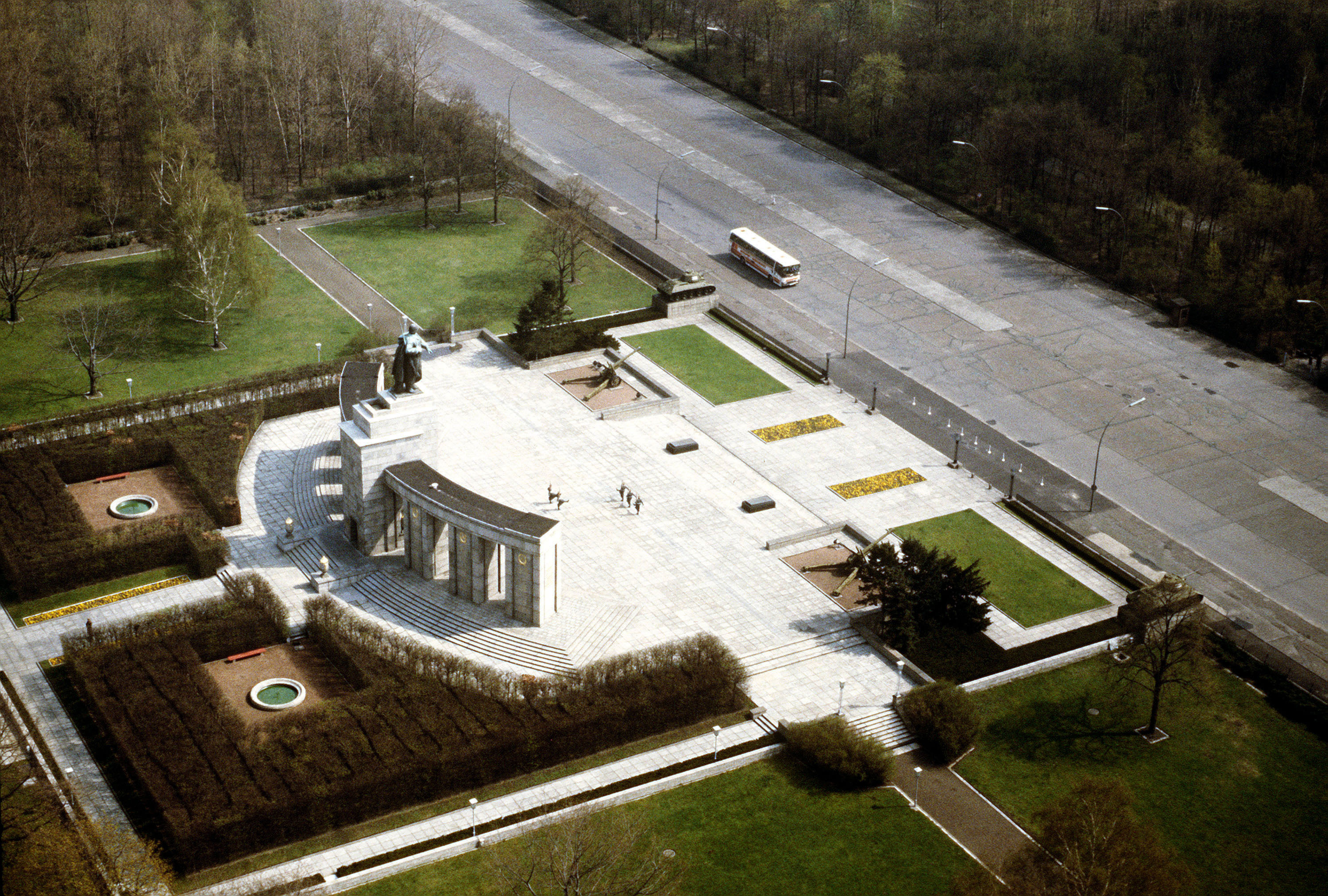
Vista aérea del monumento con guardias de honor soviéticos (1983).

Este monumento fue erigido en 1945, a los pocos meses de la captura de la ciudad. Las primeras fotografías muestran el monumento en pie entre un desierto de ruinas, pues el Tiergarten fue destruido por bombas incendiarias y luego sus árboles despojados para obtener madera para leña durante los últimos meses de la guerra. Hoy en día, está rodeado por los extensos bosques del reconstituido Tiergarten. 
Aunque el memorial estaba en el sector británico de Berlín (Oeste), su construcción fue apoyada por todas las potencias aliadas. A lo largo de la Guerra Fría, guardias de honor soviéticos eran enviados desde el sector soviético (Berlín Este) a vigilar el memorial. 

## Diseño

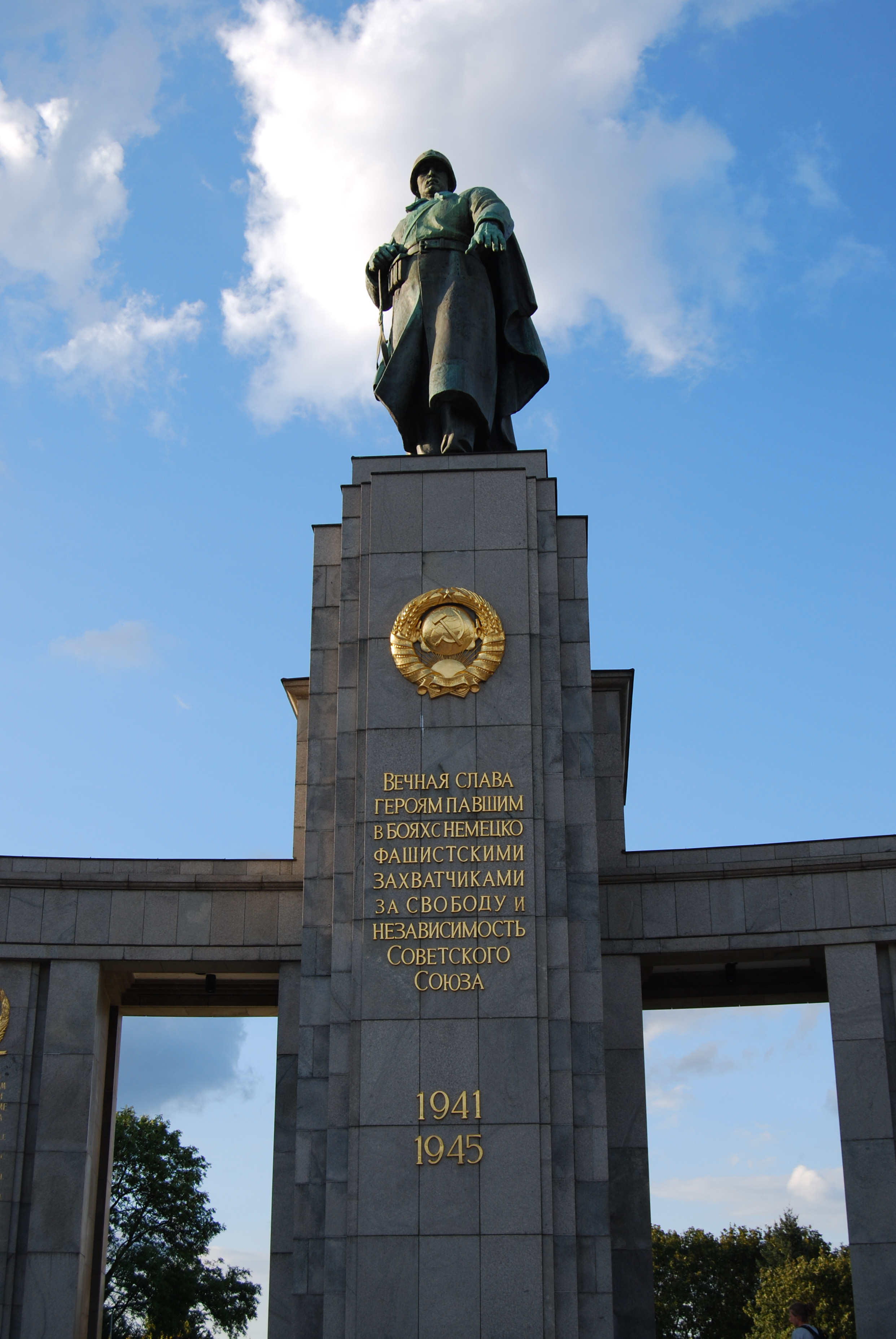
Inscripción rusa de la victoria soviética en la columna central del memorial.

El monumento fue construido con piedra tomada de la destruida Cancillería del Reich. Construido en un estilo similar a otros monumentos de la Segunda Guerra Mundial soviéticos que se encuentran en todo el antiguo bloque del Este, el monumento toma la forma de una estoa curva rematada por una gran estatua de un soldado soviético. Se encuentra en jardines paisajísticos y está flanqueado por dos piezas de artillería de artillería de cañón del Ejército Rojo ML-20 de 152 mm y dos tanques T-34. Detrás del memorial hay un museo al aire libre que muestra fotografías de la construcción del monumento y ofrece una guía de otros monumentos en el área de Berlín.
Una gran inscripción rusa está escrita debajo de la estatua del soldado, que se traduce como «Gloria eterna a los héroes que lucharon contra los invasores fascistas alemanes por la libertad y la independencia de la Unión Soviética». Los soviéticos construyeron la estatua con el brazo del soldado en una posición que simboliza el derrocamiento por parte del Ejército Rojo del estado nazi alemán. De acuerdo con el reciente sitio web Visit Berlin 2018, el brazo y la mano izquierda de la estatua en realidad se extendían sobre las tumbas de más de 2000 soldados y no simbolizaban el derribo del estado nazi.[cita requerida]
El monumento fue diseñado por el arquitecto Mikhail Gorvits, mientras que la estatua del soldado soviético es obra de los escultores Vladimir Tsigal y Lev Kerbel.

## Uso actual

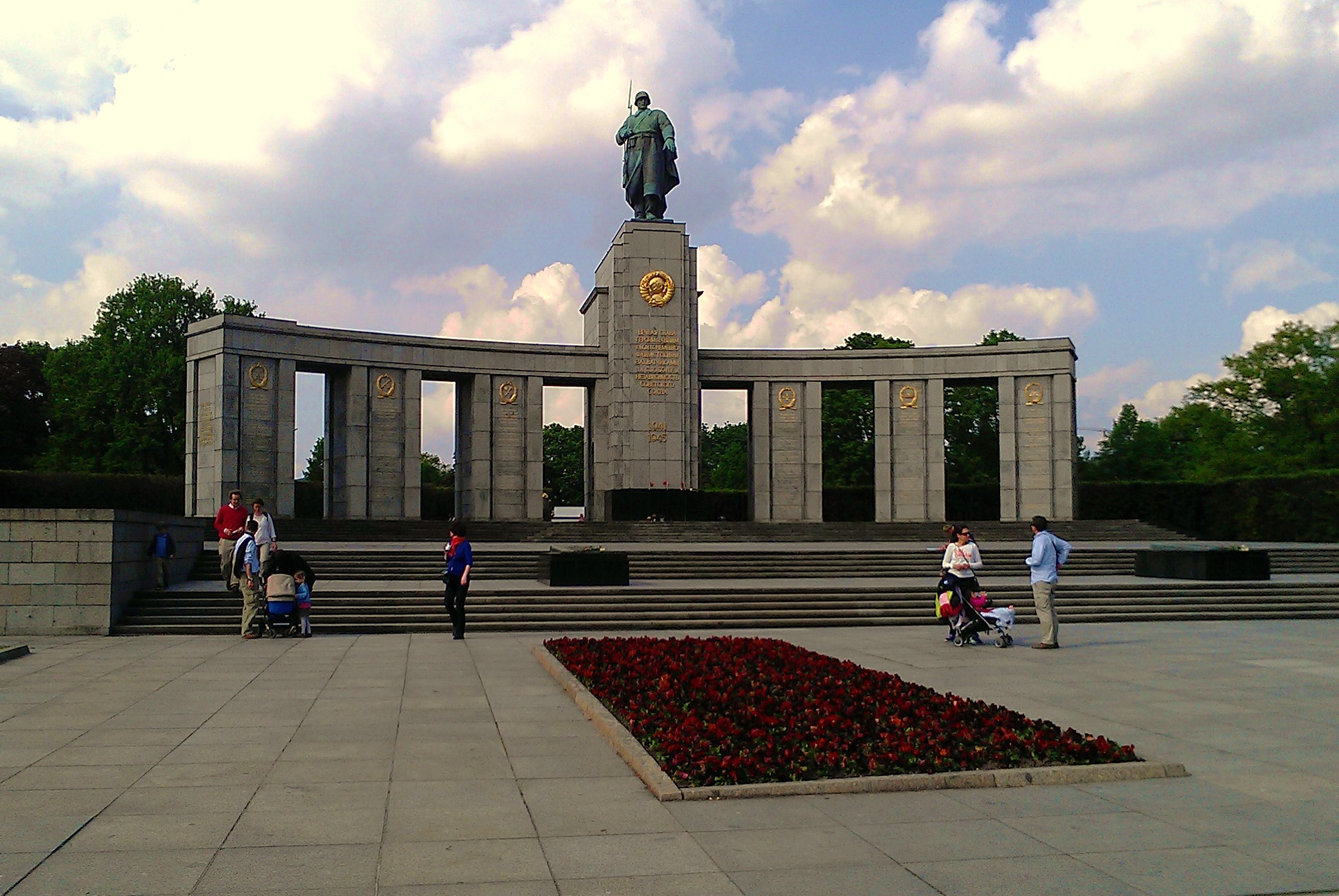
Frente del Monumento a la Guerra Soviética en Tiergarten.

El memorial sigue siendo un sitio de conmemoración activa. En el aniversario del Día de la Victoria en Europa (8 de mayo), se celebran ceremonias de ofrenda floral en el memorial. Es un lugar de peregrinación para veteranos de guerra de los países de la antigua Unión Soviética. También es una atracción turística popular, ya que está mucho más cerca del centro de la ciudad que el mayor monumento de guerra soviético en Treptower Park. El memorial es mantenido por la ciudad de Berlín. 
Hay un cartel junto al monumento que explica en inglés, alemán y ruso que este es el lugar de enterramiento de unos 2000 soldados soviéticos caídos. Se encuentra en el corazón de Berlín a lo largo de una de las carreteras principales, con una vista clara del Reichstag y la Puerta de Brandeburgo, ambos símbolos de la ciudad. Parte del mármol usado para construirlo provino de los edificios gubernamentales destruidos cercanos, y está construido en un lugar que Adolf Hitler pretendía dedicar a la Welthauptstadt Germania. Además de la inscripción principal, las columnas indican los nombres de algunos de los héroes de la Unión Soviética que fueron enterrados aquí.
El monumento está construido en el sector británico de Berlín (occidental); después de que se erigiera el Muro de Berlín en 1961, el monumento fue visto como un signo de provocación comunista en el territorio del oeste de Berlín y tuvo que ser protegido de los berlineses occidentales por soldados británicos.  En 1970, un neonazi, Ekkehard Weil, disparó e hirió gravemente a uno de los guardias de honor soviéticos en el monumento. En 2010, el monumento fue objeto de vandalismo justo antes de las celebraciones del Día de la Victoria en Europa con grafitis rojos que decían «ladrones, asesinos, violadores», lo que desató una protesta de la embajada rusa en Berlín, que acusó a las autoridades alemanas de no tomar las medidas suficientes para proteger el monumento. El tabloide alemán Bild promovió una petición al Bundestag para retirar los tanques soviéticos del sitio conmemorativo, como respuesta a la crisis de Crimea en 2014, a los que calificó de «símbolo de guerra marcial».  La petición fue posteriormente denegada por el gobierno federal alemán.

## En la cultura popular
El monumento aparece en el thriller de 1989 The Package.